# Deforestación durante el Imperio romano
La deforestación durante el Imperio romano fue el resultado de la expansión imperial de Roma durante parte de la Prehistoria y la Edad Antigua, dado su aumento de población, agricultura a gran escala, y su desarrollo económico sin precedentes. La expansión romana marca la transición en el Mediterráneo de la prehistoria (alrededor del año 1000 a. C.) al período histórico que comienza alrededor del año 500 a. C. La Tierra sostuvo a unas pocas millones de personas hace 8,000 años, y está todavía era fundamentalmente prístina, pero Roma impulsó el desarrollo humano en Europa occidental y fue uno de los principales contribuyentes en la deforestación alrededor del Mediterráneo.

## Causas

### Construcción de edificios y viviendas
La fuente de construcción más básica en el período romano era la madera, los árboles fueron cortados para albergar poblaciones crecientes en todo el Imperio Romano, mientras que algunas casas mediterráneas se construyeron con ladrillos y piedra, las estructuras de los techos, cubiertas con tejas, así como los pisos de los edificios de apartamentos de varios pisos, a menudo eran de madera.
Se estima que en un momento el Imperio Romano tuvo una población de 56.8 millones de personas y un estimado de alrededor de un millón de habitantes solo en Roma (una población que no tenía un tamaño similar en Europa hasta Londres en el siglo XIX). Con un aumento tan grande de la población, junto con una mejora de los estilos de vida exuberantes y un alto nivel de vida para las comunidades urbanizadas del mundo romano, el consumo de recursos aumentó.

### Combustible y leña
La madera era una fuente primaria de calefacción, y se usaba ampliamente en la industria romana. El combustible a base de madera constituía aproximadamente el 90 por ciento del consumo total, y fue un factor importante en la deforestación romana. La madera era un combustible esencial en diversas industrias como la minería, la industria metalúrgica, y la fabricación de cerámica. La madera y el carbón fueron los principales combustibles antiguos en usados en instalaciones públicas, hogares, baños públicos e industrias que productoras de luz y calor.
Primero se deforestaron las áreas forestales alrededor de los centros mineros, consumiendo todos los recursos naturales alrededor de las áreas de trabajo. Una vez que se consumieron todos los recursos naturales alrededor del área de producción, la madera era enviada y transportada para suministrar a los hornos y fundiciones de los centros mineros. Finalmente, estos centros cerrarían y se mudarían a otras áreas dentro del territorio romano para repetir el mismo ciclo de deforestación, abasteciendo a una demanda creciente de población y consumo.

### Agricultura
La agricultura era la base económica del imperio romano. Con una población cada vez mayor, la tala de tierras para cultivos fue una de las principales causas de la deforestación inicial. Las manos humanas dieron paso al arado de hierro y al uso de animales para limpiar bosques densos; y así poder utilizar la rica tierra vegetal.
La agricultura produjo mercancías que contribuyeron a la prosperidad económica de los romanos, los cuales dependían de los cultivos producidos por los esclavos / terratenientes. Como resultado, en el año 111 a. C., la ley romana permitía que cualquiera que ocupara tierras públicas de hasta 20 acres (81,000 m²) pudiera conservarla, siempre y cuando esta fuera usada para la labranza.  Este tipo de política creó una limpieza generalizada y reflejó la importancia de la agricultura, no solo para los ricos, sino también para los ciudadanos, los militares y los comerciantes dedicados al comercio con otras regiones.
En el Capítulo 5 ("Roman Soil Erosion") del libro by Way of the Soil de Guy Theodore Wrench, el autor describe los efectos devastadores que causaron la deforestación generalizada y el consiguiente exceso de trabajo de la tierra para producir cantidades crecientes de grano para el florecimiento del Imperio Romano.

### Animales y pastoreo excesivo
Un importante contribuyente a la degradación ambiental y a la imposibilidad de regenerar los bosques fue el pastoreo de animales domésticos. Los animales pastaban y destruían las áreas de tierra no aptas para el cultivo. [8] El consumo de plantas en la ladera y árboles jóvenes causó erosión, despojando a las laderas de los suelos y, finalmente, exponiendo únicamente rocas desnudas. El limo y la grava se arrastrarían por las colinas y montañas, creando otros problemas como lo fueron las inundaciones, las colmataciones y la creación de pantanos.

### Milicia
Con la disminución de los recursos naturales, mantener un ejército fuerte para la conquista de nuevas tierras era vital en la época romana. Las campañas militares devastaban los campos. Por otra parte, algunos agricultores se vieron obligados a luchar en lugar de cuidar la tierra. Cuando los recursos naturales se agotaron en las regiones ya ocupadas del Imperio Romano, los militares fueron enviados no solo para defender las tierras de los romanos, sino también para acumular otras áreas de interés que tenían un suministro abundante de madera, los cuales eran capaces de satisfacer las necesidades de la economía romana. 
El propio Julio César ordenó a sus tropas la tala de bosques para evitar posibles ataques furtivos. La deforestación aseguraba que los bosques no pudieran proporcionar cobertura ni camuflaje a los enemigos de Roma. El tamaño del ejército permanente era de aproximadamente 300,000 y aumentó a 600,000 hacia el último período del imperio. Las legiones romanas deforestaron las áreas donde acampaban o donde marchaban para reducir la cobertura en la cual sus adversarios podrían esconderse o lanzar un ataque furtivo.  Los militares, haciendo uso de estos recursos, construyeron fortalezas, además de herramientas y transporte para transportar suministros a donde fuera necesario.

### Construcción naval
La construcción naval fue un importante contribuyente a la deforestación, y fue una actividad de gran importancia económica y militar. No se puede negar la importancia atribuida al suministro de madera para construir barcos; ya que los barcos fueron cruciales para la floreciente vida económica del Mediterráneo, y el poder marítimo fue vital para el ejercicio para establecer control político. Por tanto, los buques de guerra tenían prioridad sobre los buques mercantes en competencia por los materiales.
Miles de barcos fueron construidos durante este período clásico. En tiempos de guerra, se podrían construir cientos de barcos en un mes. Esto ejerció una tremenda presión sobre el suministro de maderas utilizables. En consecuencia, uno de los efectos de los centros de construcción naval fue la escasez de madera en sus áreas inmediatas. Luego, después de que los recursos de las áreas inmediatas se agotaran, el transporte de maderas desde otras áreas proseguía a ser la siguiente opción. El transporte era costoso, pero se necesitaba un número creciente de barcos para mantener el dominio naval.

### Urbanización
La urbanización temprana de Roma y sus alrededores se centró en la capacidad de obtener recursos naturales. Las áreas de tierras bajas y las áreas cercanas a los transportes de agua se urbanizaron primero, pero a medida que la población aumentaba junto con el comercio y la fabricación, se necesitó de la expansión imperial y la colonización de los territorios conquistados. El ambiente sufrió una degradación drástica a medida que la contaminación por la quema de leña llenaba el aire y a medida que las fundidoras que usaban madera como combustible transmitieran metales pesados a la atmósfera. La creación de grandes ciudades contribuyó a la deforestación en el mundo clásico. El hacinamiento obligó a los ciudadanos a mudarse a las laderas, donde los bosques alguna vez estuvieron presentes para construir sus hogares.

## Consecuencias de la deforestación

### Suelo
Con una mayor demanda de recursos y alimentos, se ejerció una presión constante sobre la tierra y el suelo para proporcionar alimentos a una economía en crecimiento. La limpieza y el arado regulares agotaron el suelo existente, lo que finalmente lo volvió infértil. La escorrentía y el suelo erosionado de las laderas deforestadas aumentaron la cantidad de limo e impidieron el flujo de agua hacia las áreas agrícolas.
Finalmente, debido al clima mediterráneo y al aumento del agotamiento de los nutrientes del suelo tras cientos de años de cosecha, los rendimientos disminuyeron bastante. El agua de lluvia que se había encerrado en el suelo a través de la vegetación y los bosques, ahora corría demasiado rápido, con cada gota de lluvia desprotegida por las plantas o por capas de arena.

### Inundaciones
La erosión se aceleró hasta veinte veces más en el siglo III, creando pantanos inutilizables, los cuales propagaban enfermedades como la malaria. Las inundaciones causadas por la escorrentía interrumpieron el suministro de agua a manantiales y ríos naturales, pero también aumentaron la colmataciones en las zonas costeras y puertos en los deltas de los ríos. Las lluvias arrastraron la tierra desprotegida y alteraron en gran medida las costas, en algunos casos, empujándolos a muchos kilómetros más hacia el mar como en el caso de las desembocaduras del río Po.
El lavado de la capa superior del suelo y los depósitos de limo y grava obligó que los puertos fueran trasladados, causando una mayor carga sobre la economía. Incluso en la ciudad de Roma, las inundaciones cubrieron las partes bajas de la ciudad y respaldaron las alcantarillas. La primera inundación de este tipo se observó en 241 aC; los registros indican una mayor taza de inundaciones del río desde ese momento en adelante.

### Reflexiones y conciencia
La compensación para las necesidades agrícolas y para el calor era una necesidad para la supervivencia a largo plazo en la época romana, aunque existe un debate sobre si los romanos entendieron las implicaciones de la deforestación. Richard Grove dijo que "los estados actuaban para prevenir la degradación ambiental solo cuando se demostraba que sus intereses económicos están directamente amenazados". Sin embargo, los romanos tenían algunas formas de conservación ecológica. El reciclaje de cristalería se practicó junto con el diseño arquitectónico que promovía la calefacción solar. Los bosques también estaban bajo regulaciones gubernamentales y estos fueron protegidos como recursos futuros. Desafortunadamente, estos intentos pudieron no ser suficiente y se practicaron demasiado tarde. 
En el siglo V aC, Platón se quejó de que "la pérdida de madera había despojado a las colinas y llanuras que rodean Atenas y causado una erosión masiva del suelo". Cicerón también señaló que "nosotros (los humanos) somos los dueños de lo que produce la tierra", y "Todas las cosas en este mundo que emplean los hombres han sido creadas y provistas por el bien de los hombres".

## Interpretaciones

### Conjetura sobre el colapso romano
Tainter argumentó que "la deforestación no causó el colapso romano" [21], pero que uno podría argumentar que forma parte de ella. Como escribió Williams, es más probable que sus causas yacen en que la guerra constante, las epidemias devastadoras, la rebelión, la invasión desde el exterior, una población en declive y un grado excesivo de urbanización, por separado o en combinación, operaran en la tierra de un imperio que se había extendido más allá de sus posibilidades.
En el libro ambiental de 2011, Life Without Oil de Steve Hallett, el autor argumenta que el colapso del Imperio Romano puede haber estado relacionado con un escenario de escasez maderera en la cuenca mediterránea. Sugiere que, dado que la madera debía transportarse desde lugares cada vez más lejanos, la ley de rendimientos decrecientes socavaba el desempeño económico de la industria romana, dejando a Roma vulnerable a los otros problemas bien documentados de invasión y división interna. Esto se discute como una historia de advertencia que lo compara con el destino potencial de la sociedad contemporánea en un escenario petrolero posterior al "pico".

### Visión alterna
Algunos sostienen que casi todo lo anterior se basa en una proyección no histórica de las preocupaciones actuales sobre el pasado. Esta visión alternativa argumenta que existen inmensas complejidades de tiempo, espacio, clima, geología y topografía que, cuando se combinan con nuestra información extremadamente fragmentaria, hacen que las generalizaciones sean casi imposibles. Cultivos de árboles, dátiles, higos, aceitunas, castañas, etc., jugaron un papel muy importante en la agricultura romana. Los granos a menudo se intercultivaban con estos cultivos arbóreos, y casi todas las especies de árboles crecían nuevamente cuando se talaban. Talar un bosque no destruye, por sí solo, el bosque. Por ejemplo, el uso de vástagos es una forma en que la madera podría ser cosechada de manera sostenible. Por otra parte, los hipocaustos fueron preadaptados para quemar combustibles de baja calidad como la paja y el carbón. Hay una buena razón para creer que tanto la paja como el carbón fueron combustibles importantes en la antigüedad, especialmente en la Gran Bretaña romana, donde el carbón era abundante en muchas áreas. Una gran protección contra la erosión del suelo surge de las laderas de las terrazas. No sabemos cuán extensas eran las terrazas en la antigüedad, pero una gran parte de la erosión del suelo aquí, asumida como causada por los romanos, bien podría datarse de la Edad Media cuando se rompió el mantenimiento de las terrazas. Los cambios en la cubierta arbórea bien pudieran haber surgido de las diferencias en el clima, las cuales todavía no se comprenden bien. Sin embargo, si hay alguna evidencia de que el declive del occidente romano está relacionado con el cambio climático.
La agricultura de tala y quema, asociada con las poblaciones más bajas que el período romano, puede ser al menos tan responsable de la deforestación y la erosión del suelo como la agricultura romana. Las marismas costeras pueden ser causadas tanto por los cambios en el nivel del mar como por la erosión del suelo. Puede haber razones para creer que las enfermedades de los árboles ya hace 6,000 años causaron la disminución del olmo, pero que esta disminución del árbol estaba relacionada de alguna manera compleja con las prácticas de los agricultores neolíticos.